# Infundibulotomie

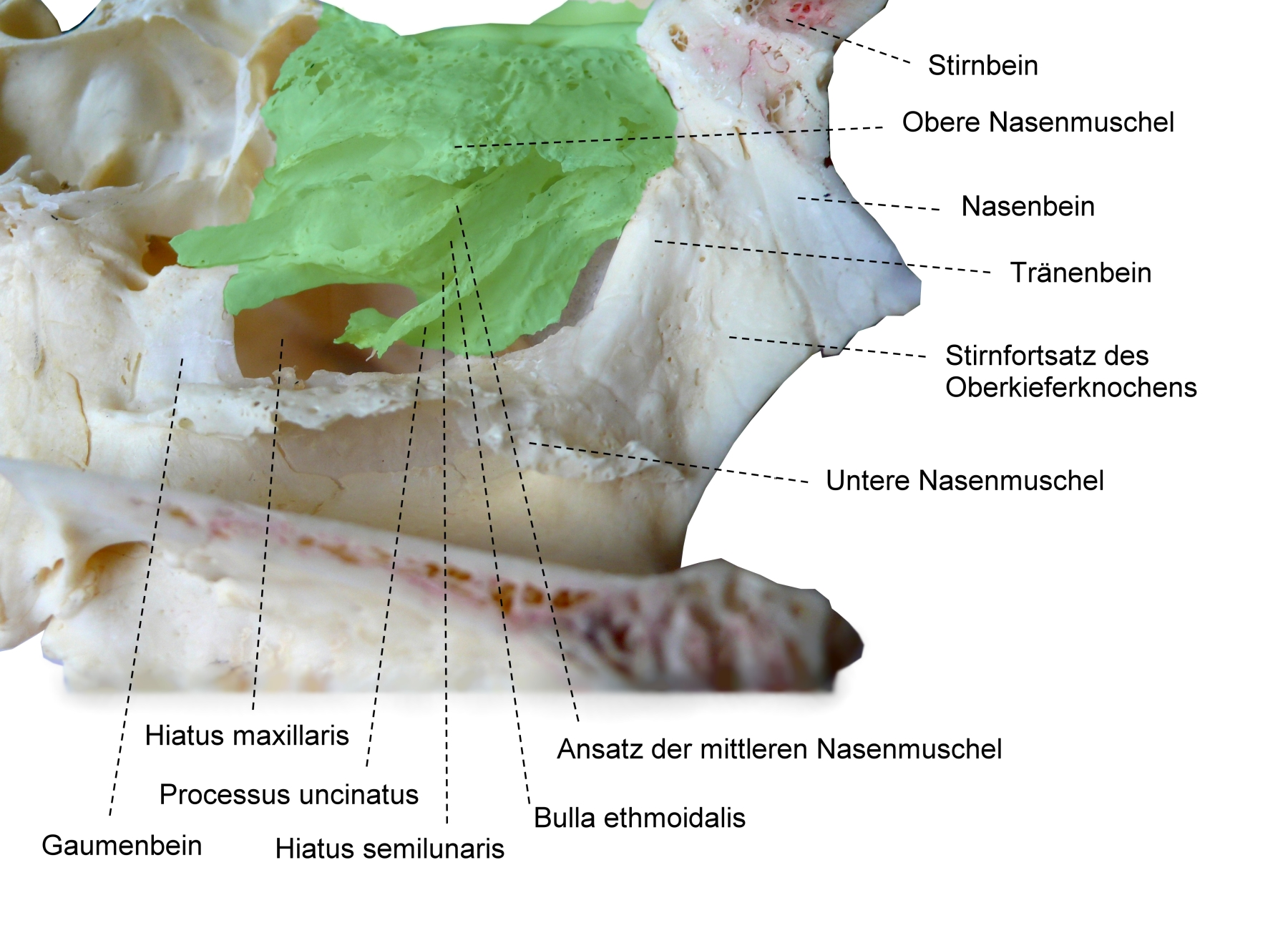
Siebbein des knöchernen Schädels von der Nasenhöhle aus

Unter Infundibulotomie versteht man eine endoskopische oder mikroskopische Operation der HNO-Heilkunde, bei der das Infundibulum ethmoidale (Schleimhautnische unter der mittleren Nasenmuschel) durch Entfernung des Processus uncinatus (Hakenfortsatz) des Siebbeins erweitert wird. Meist wird auch die Bulla ethmoidalis eröffnet und ausgeräumt. Zugangsweg für diese Operation ist die jeweilige Nasenöffnung.
Der Eingriff dient der Verbesserung der Belüftung und Drainage der nachgeordneten Nasennebenhöhlen. Dieser Eingriff stellt auch den ersten Schritt bei weiterführenden endoskopischen Operationen der Nasennebenhöhlen dar.
Die Operation wird in Lokalanästhesie (Oberflächenanästhesie) oder Intubationsnarkose durchgeführt. Ein ein- bis zweitägiger Krankenhausaufenthalt ist die Regel.
Eine Indikation für diese Operation stellt vor allem die polypöse chronische Nasennebenhöhlenentzündung im vorderen Siebbein mit Behinderung der Nasenatmung und des Geruchssinnes dar.